# Hentzia vittata
Hentzia vittata là một loài nhện trong họ Salticidae.
Loài này thuộc chi Hentzia. Hentzia vittata được Eugen von Keyserling miêu tả năm 1885.